# Suma spójna
Suma spójna – konstrukcja topologiczna, w której jedna przestrzeń topologiczna jest przyklejana do drugiej za pomocą przekształcenia ciągłego; z tego powodu wynik nazywa się sklejeniem bądź przestrzenią sklejoną.
Dokładniej, niech {\displaystyle X} oraz {\displaystyle Y} oznaczają przestrzenie topologiczne, przy czym niech {\displaystyle A} będzie podprzestrzenią w {\displaystyle Y.} Niech {\displaystyle f\colon A\to X} będzie przekształceniem ciągłym (przekształcenie klejące). Sklejenie {\displaystyle X\cup _{f}Y} definiuje się jako sumę rozłączną {\displaystyle X} oraz {\displaystyle Y,} w której dowolny {\displaystyle x\in A} utożsamia się z {\displaystyle f(x).} Można to zapisać wzorem
{\displaystyle X\cup _{f}Y=\left(X\amalg Y\right)/{\bigl \{}f(A)\sim A{\bigr \}}.}
Niekiedy sklejenie zapisuje się jako {\displaystyle X+\!_{f}\,Y.}
Zbiór {\displaystyle X\cup _{f}Y} składa się z sumy rozłącznej {\displaystyle X} oraz {\displaystyle Y\setminus A.} Topologia wyznaczona jest jednak poprzez konstrukcję ilorazową. Jeśli {\displaystyle A} jest domkniętą podprzestrzenią {\displaystyle Y,} to można pokazać, że przekształcenie {\displaystyle X\to X\cup _{f}Y} jest zanurzeniem domkniętym, zaś {\displaystyle Y\setminus A\to X\cup _{f}Y} jest zanurzeniem otwartym.